# Дарунок неба (театр)
Театр слова «Дарунок неба» — аматорський дитячий театр у селищі Воскресенське Миколаївської області. Засновано 30 вересня 2006 року на базі Воскресенської загальноосвітньої школи.
У 2013 році театр отримав звання «Зразковий театральний колектив», а у 2018 році підтвердили статус.

## Репертуар
Основи репертуару театру складають дитячі казки, багато з них відзначалися нагородами на фестивалях і конкурсах. Зокрема, казка «Зайка умным стал» на Першому фестивалі Українських аматорських театрів, 2017 рік, у номінації «Дитячий театр» посів друге місце.
Вперше в історії України театром було поставлено моновиставу Ірини Феофанової «10 км» яку зіграв 12-річний актор. Головну роль зіграв Дмитро Пастух, вистава розповідає про хлопчика з Маріуполя під час повномасштабного вторгнення Росії до України. У сюжеті описано його страждання під час окупації, втрату батьків та домашнього улюбленця — собаки Айди. Прем'єру зіграли 18 травня 2024 року на сцені Миколаївського обласного театру ляльок. Режисер-постановник Віктор Смірнов. Актор за цю виставу отримав нагороду: Найкраща хлопчача роль на фестивалі-конкурсі «Юні зірки Мельпомени». На думку журналістки Людмили Томенчук, хоча ця постановка пронизана символізмом, постановники вирішили не акцентуватися на ньому — оскільки «в історії дитини він був би не справжнім, фальшивим».
27 квітня 2024 року у приміщені бібліотеки імені Марка Кропивницького відбулася прем'єра музичної казки «Принцеса БЕЗ горошини». На фестивалі-конкурсі «Юні зірки Мельпомени» в Мукачево казка була удостоєна першого місця в номінації «Театральна вистава».

## Нагороди
Гран-Прі у Всеукраїнському фестивалі талановитих дітей «Зимові канікули в лаврі» під патронатом Митрополита України Володимира у номінації «Акторська майстерність» 2011.
Гран-Прі у конкурсі «Миколаївська Мельпомена» 2017.
Лауреат І ступеня в номінації «Театральна вистава» на фестивалі-конкурсі «Юні зірки Мельпомени» 2024.

## Вихованці театру— сьогоднішні професійні актори театрів України
Сергій Попов — Миколаївський національний академічний український театр драми та музичної комедії.
Юлія Колесник — Миколаївський національний академічний український театр драми та музичної комедії.
Ганна Лебідь-Попадюк — Миколаївський національний академічний український театр драми та музичної комедії.
Тетяна Федишина — Миколаївський національний академічний український театр драми та музичної комедії.
Олександр Рудинський — Національний драматичний театр ім. Івана Франка.
Людмила Зинов'єва — Закарпатський обласний театр драми та комедії.
Надія Коренчук — Київський театр «Театральна біржа».
Юлія Шевченко — акторка театру, кіно та дубляжу.
Вадим Дар'єв — Миколаївський академічний театр ляльок.